# Прапор Північного Рейну-Вестфалії
Прапор німецької землі Північний Рейн-Вестфалія являє собою горизонтальний триколор, що складається з зеленого, білого і червоного кольорів.

## Огляд
Після заснування Північного Рейну-Вестфалії в 1946 році триколор вперше був введений в 1948 році, але офіційно прийнятий лише в 1953 році. Простий варіант триколору вважається цивільним прапором, тоді як уряд землі використовують урядовий прапор (Landesdienstflagge), на якому зображено герб землі.
Прапор є поєднанням двох колишніх провінцій Пруссії, які складають більшу частину землі: Рейнської провінції та Вестфалії. Прапор можна легко сплутати з прапором Угорщини, а також колишнім цивільним прапором Ірану (Персії) (1910—1980). Цей же прапор використовувався Рейнською республікою (1923—1924) як символ незалежності та свободи.
| Прапори попередніх прусських провінцій: |                       |
|                                         |                       |
| Провінція Рейн (1822—1946)              | Вестфалія (1815—1946) |

## Історія

Курфюрство Трір (898–1801)
Вільне імперське місто Аахен (1166–1801)
Мюнстерське єпископство (1770–1803)
Цисрейнська республіка (1797)
Графство Дюльмен (1803–1806)
Аренберг (1803–1810)
Князівство Залм (1802–1811)
Велике Герцогство Берг (1806–1808)
Рейнська провінція (1822–1946)
Провінція Вестфалія (1815–1946)
Князівство Ліппе (бл. 1858–1880)
Князівство Ліппе (1880–1918) і Вільна держава Ліппе (1918–1947)
Рейнська республіка (1923–1924)